# Cercyon lateralis
Cercyon lateralis är en skalbaggsart som först beskrevs av Thomas Marsham 1802.  Cercyon lateralis ingår i släktet Cercyon och familjen palpbaggar. Arten är reproducerande i Sverige. Inga underarter finns listade i Catalogue of Life.

## Bildgalleri

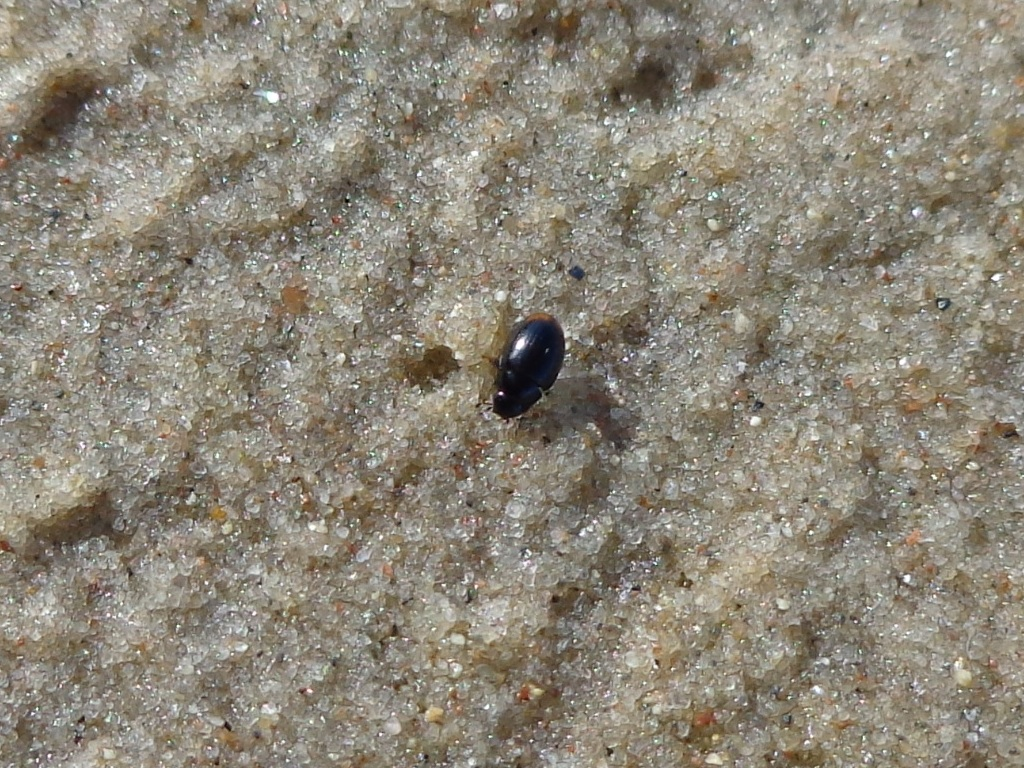